# 魔獸使傳說
《魔兽使传说》是Pandora Box开发，Imagineer于1999年在日本任天堂64发行的电子角色扮演游戏。
游戏类似口袋妖怪系列。玩家寻找并培养怪兽和敌人战斗。